# Goldsteig Ultrarace
Das Goldsteig Ultrarace ist mit einer Laufstrecke von 661 km der längste Non-Stopp Ultra-Traillauf Deutschlands und folgt der gesamten Länge des Fernwanderwegs Goldsteig.

## Strecke und Reglement
Das Goldsteig Ultrarace wird seit 2014 jährlich im Herbst ausgetragen und folgt dem bayerischen Weitwanderweg Goldsteig. Das Zeitlimit für die 661 km lange Strecke mit insgesamt 19.000 Höhenmetern beträgt 192 Stunden, Startpunkt ist Marktredwitz, das Ziel liegt in Neunburg vorm Wald.
Seit 2016 ist das Hauptrennen um einen 166 km langen Traillauf mit 3.300 Höhenmetern und einem Zeitlimit von 48 Stunden erweitert. 2017 wird erstmals ein 488 km langer Traillauf auf einem Abschnitt des Goldsteigs mit 15.500 Höhenmetern und einem Zeitfenster von höchstens 144 Stunden und ein maximal 16-tägiger Wander-Marathon über die Gesamtstrecke ausgetragen.
Die Teilnehmer tragen während des Laufs ein GPS und eine Pflichtausrüstung mit sich. Für ihre Versorgung sind sie selbst verantwortlich. Die Zeiterfassung erfolgt etappenweise an Kontrollpunkten.

## Siegerlisten

### Goldsteig Ultrarace 661
| Datum | Teilnehmer    | Finisher      | Männer                | Zeit      | Frauen                        | Zeit (Stunden) | Bemerkungen                                                    |
| ----- | ------------- | ------------- | --------------------- | --------- | ----------------------------- | -------------- | -------------------------------------------------------------- |
| 2014  | 32 (27 M/5 W) | 5 (4 M/1 W)   | Joel Jaile Casademont | 170:58:00 | Kristina Tille                | 201:38:00      |                                                                |
| 2015  | 43 (42 M/1 W) | 18 (17 M/1 W) | László Barta          | 143:57:00 | Anna Örsi                     | 169:45:00      | 651 km                                                         |
| 2016  | 20 (19 M/1 W) | 8 (7 M/1 W)   | Róbert Kovács         | 151:15:00 | Anna Örsi -2-                 | 191:18:00      | Streckenkürzung auf 612 km aufgrund großflächiger Waldarbeiten |
| 2017  | 37 (34 M/3 W) | 21 (20 M/1 W) | Róbert Kovács -2-     | 125:38:00 | Anna Örsi -3-                 | 170:59:00      | Streckenverkürzung auf 623 km aufgrund von Unwettern           |
| 2018  | 13 (11 M/2 W) | 13 (11 M/2 W) | Róbert Kovács -3-     | 160:05:00 | Anke Scherbarth               | 184:27:00      | 665 km                                                         |
| 2019  | 16 (13 M/3 W) | 12 (10 M/2 W) | Adrian Toma           | 165:03:00 | Sachiko Tokoro Daphné Derouch | 191:34:00      | 665 km                                                         |

### Goldsteig Ultrarace 488
| Datum | Teilnehmer  | Finisher | Männer                           | Zeit      | Frauen | Zeit | Bemerkungen          |
| ----- | ----------- | -------- | -------------------------------- | --------- | ------ | ---- | -------------------- |
| 2017  | 4 (3 M/0 W) | 1        | Marc Antoni Fernández de Ciurana | 141:25:00 | −      | −    | Streckenlänge 471 km |
| 2018  | 7 (1 M/0 W) | 1        | Thomas Schmid                    | 143:40:00 | −      | −    | 505 km               |
| 2019  | 4 (3 M/1 W) | 1        | Colin Searle                     | 154:37:09 | −      | −    | 438 km               |

### Goldsteig Ultrarace 166
| Datum | Teilnehmer    | Finisher      | Männer                        | Zeit     | Frauen                             | Zeit     | Bemerkungen                                                    |
| ----- | ------------- | ------------- | ----------------------------- | -------- | ---------------------------------- | -------- | -------------------------------------------------------------- |
| 2016  | 16 (15 M/1 W) | 10 (9 M/1 W)  | Martin Hostrup                | 21:47:00 | Cornelia Rohwedder                 | 30:36:00 | Streckenkürzung auf 157 km aufgrund großflächiger Waldarbeiten |
| 2017  | 11 (10 M/1 W) | 7 (6 M/1 W)   | Sebastian Nußberger Kay Giese | 30:30:00 | Claudia Cavaleiro                  | 37:52:00 | zwei erste Plätze bei den Männern, Streckenlänge 157,5 km -    |
| 2018  | 16 (13 M/3 W) | 10 (8 M/2 W)  | Heiko Saage                   | 23:21:00 | −                                  | −        | 162 km                                                         |
| 2019  | 21 (15 M/6 W) | 15 (11 M/4 W) | Martin Leimbach               | 24:16:00 | Bernadette Obermeier Maria Madueno | 36:25:00 | 162 km                                                         |

### Goldsteig Ultra Hike 661
| Datum | Teilnehmer | Finisher | Männer            | Zeit            | Frauen | Zeit | Bemerkungen                                 |
| ----- | ---------- | -------- | ----------------- | --------------- | ------ | ---- | ------------------------------------------- |
| 2017  | 1          | 1        | Peter Mittermeier | 13 d 22 h 8 min | −      | −    | Streckenlänge 623 km aufgrund von Unwettern |
| 2018  | 0          | −        | −                 | −               | −      | −    | −                                           |
| 2019  | 0          | −        | −                 | −               | −      | −    | −                                           |